# Apium
- Commons
- Wikispecies

Apium L. (ápio) é um género botânico pertencente à família Apiaceae.

## Sinonímia
- Helosciadium W.D.J. Koch
- Panulia (Baill.) Koso-Pol.

## Espécies
- Apium graveolens L.
- Apium inundatum (L.) Rchb.f.
- Apium laciniatum (DC.) Urb.
- Apium nodiflorum (L.) Lag.
- Apium panul (DC.) Reiche
- Apium prostratum Labill.
- Apium repens (Jacq.) Lag.
- «Lista completa»

## Classificação do gênero
| Sistema | Classificação                    | Referência               |
| ------- | -------------------------------- | ------------------------ |
| Linné   | Classe Pentandria, ordem Digynia | Species plantarum (1753) |